# Ljubno, Radovljica
Ljubno je naselje na levem bregu Save ob cesti Kranj–Jesenice v Občini Radovljica.

## Zgodovina
Stari del vasi je strnjeno naselje na strmem jugovzhodnem pobočju Ljubenskega polja, na okoli 490 metrih nadmorske višine. Lega vasi zgovorno pričuje, kako so kmetje nekoč cenili plodno zemljo. Hiše in kmečka poslopja so gradili na pobočjih, da so ohranili polja. Danes že rastejo nove hiše in poslopja tudi na rodovitnih površinah. Hiše so večinoma še ohranile prvotno podobo. Vrata in majhna okna so obložena s kamnom zelencem in zamrežena z lepo izdelanimi rešetkami. »Ganke« in okna krasijo nageljni in drugo cvetje. Na stenah nekaterih hiš so še ohranjene poslikave, freske različnih svetnikov in priprošnjikov v sili, kar je značilno za to vas. Grič nad vasjo in cerkvijo se že od davnaj imenuje Luben, ki je staroslovanskega izvora in pomeni vzpetino, čelo.
S povečanjem naselja je tudi vas prevzela ime Luben, Ljubno. Po farnem zavezniku sv. Lovrencu se je nekaj časa tudi vas imenovala Sveti Lovrenc v Leševju, med drugo svetovno vojno pa so ji Nemci pravili Laufen.
Prvi znani zapisani podatki o kraju iz leta 1538 omenjajo lončarsko in keramično obrt, ki je bila skozi stoletja posebnost kraja. Izdelki ljubenskih lončarjev so bili zelo kvalitetni in cenjeni daleč naokrog (najbolj znana je ljubenska skleda). Lončarska obrt je prenehala s prvo svetovno vojno. Močno je bila razvita tudi čevljarska obrt, ki se je ohranila do druge svetovne vojne. V vasi je danes še nekaj naprednih in urejenih kmetij. Leta 1961 je bilo v 84 hišah 433 prebivalcev.
Velik požar v Ljubnem je izbruhnil na Mali šmaren 8. septembra 1726. Hiše so bile v glavnem lesene, krite s slamo ali skodlami, zato se je požar hitro razširil na vso vas.
Vas Ljubno pa je znana tudi po legendi in znanih možeh, kot so: Janez Puhar, Janez Jalen, Mihael Stroj ...

## Legenda o Mariji Udarjeni
V Ljubnem (na Gorenjskem) se je leta 1692 zgodilo nekaj posebnega. Cerkev sv. Lovrenca je imela zadaj lopo in med obnovo cerkve je bil v njej kip Marije Pomočnice. Pri delu je pomagal tudi zidar Gregor Eržen. Imel je dekle z imenom Marija. Ko je hodil mimo Marijinega kipa, je govoril, da ima nebeška mati sicer lepe oči, a da ima njegova Marija še lepše. Zazdelo se mu je, da mu je Marijin kip odkimal, da to ni res. To ga je tako razjezilo, da je s kladivom udaril Marijino sence. Iz  poškodovanega kipa je začela teči kri. Prihitele so žene in začele brisati kri, vendar se ni hotela ustaviti. Ljudska pripoved poroča tudi, da je zidar gledal Marijin kip in rekel: »Kaj me gledaš, lipov les« in udaril Marijo, ona pa mu je odgovorila: »Res sem lipov les, pa tudi Marija vmes.« Tedanji župnik v Podbrezjah, kamor je takrat spadalo Ljubno, Adam Gregor Engelman je poklical podobarja, ki naj bi udarjeno mesto na Marijinem kipu popravil in prebarval. Toda zaman. Rana se ni dala popraviti in se še do danes ni zacelila. 
Nenavadni dogodek se je razvedel po vsej deželi. Začela se je božja pot k Mariji Udarjeni v Ljubno, ki je postala ena največjih božjih poti tistega časa na Slovenskem.
Zidarju ni upal nihče dati odveze za storjeno dejanje, zato se je odpravil na spokorno romanje v Rim. Po dveh letih se je spokorjen vrnil, pokleknil pred Marijo in jo prosil odpuščanja. Zdelo se mu je, da se mu je v znamenje odpuščanja nasmehnila. Zidar je vse to pripovedoval in ljudi spodbujal k Marijinemu češčenju.
Ta izreden dogodek je želel kurat Sebastjan Pogačar, ki je bil v Ljubnem od 1755 do 1762, raziskati in še enkrat preveriti njegovo verodostojnost. Dne 3. in 4. julija 1755, to je 63 let po dogodku, je Pogačar zbral stare ljudi in jih pod prisego zaslišal. Ti so bili: Jakob Kokal, star 73 let, Marija Presterl 79 let, Valentin Jakopič, Miha Pičman 79 let, Andrej Šparovec, Matija Ušlakar 90 let. Povedali so, česar so se sami spomnili in slišali od ostalih prič. Šparovčeva mama je pripovedovala otrokom, kako je z robcem brisala kri, ki je tekla iz rane udarjenega Marijinega kipa. 
V kroniki ljubenske župnije, kjer so ti podatki, je v kronološkem zapisu v latinščini vidna letnica iz latinskih številk 1692. V prevodu se napis glasi: »Kip božje Matere je udaril zidar, ki je v spokornem žalovanju živel še dve leti.« Gregor Eržen je umrl v Kamni Gorici leta 1694.
Navedene priče so povedale še več o nenavadnih stvareh, npr. da so v Ljubnem zvonovi sami zvonili, da so vse sveče v cerkvi pri Mariji začele same goreti. Zlasti ob sobotah so ljudje večkrat videli Marijino cerkev slovesno razsvetljeno. Za to je posebej pričala devetdesetletna Marija Presterl.
O taki čudoviti svetlobi govore pri mnogih božjih poteh, npr. pri obeh Novih Štiftah in na Ptujski Gori. Znan je svetlobni čudež pri zadnji Marijini prikazni v Fatimi, kjer je znamenje opazovalo 60.000 ljudi.
Ta dogodek je med drugimi opisal tudi Janez Jalen, slovenski pisatelj in eden izmed ljubenskih župnikov (1957–1966), v povesti Tri zaobljube.

## NOB
Junija 1941 je bil na pobudo Staneta Žagarja ustanovljen prvi odbor OF Ljubno. Za usmrtitev nemškega sodelavca je okupator 24. avgusta 1941 pred tedanjim gasilskim domom 
ustrelil pet domačinov, na kar spominja spomenik. Mimo Ljubnega je čez Savo vodila partizanska kurirska pot.